# 白墩子站
白墩子站是位于甘肃省景泰县草窝铺乡白墩子的一个铁路车站，邮政编码730408。车站建于1958年，有包兰铁路经过该站，现不办理客货运业务，车站及其上下行区间均为电气化区段。车站距离包头站786公里，隶属兰州铁路局，是五等站。